# Universität Paris XII

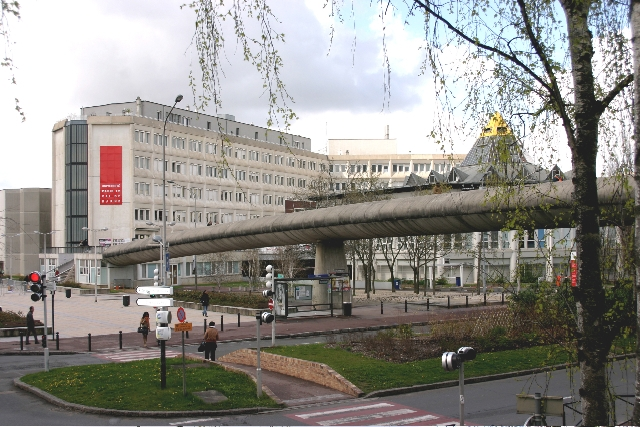
Université Paris-Est Créteil Val-de-Marne, Hauptgebäude

Die Universität Paris XII (französisch Université Paris 12 Val-de-Marne), vollständig Université Paris-Est Créteil Val-de-Marne, ist eine Universität im Großraum Paris. Der Hauptcampus liegt in Créteil im Département Val-de-Marne (Marne-Tal), aber im Laufe der Zeit kamen weitere Standorte in Sénart, Fontainebleau und Vitry-sur-Seine hinzu. Präsident ist Jean-Luc Dubois-Randé.

## Geschichte
Die Universität wurde wie einige andere Universitäten im Pariser Ballungsraum 1970 gegründet, um die Zentrumsuniversitäten zu entlasten. Dabei konnte sie auf die bereits seit einigen Jahren existierende Medizinische Fakultät Créteil und das Universitätszentrum Varenne-Saint-Hilaire für Rechts- und Wirtschaftswissenschaften aufbauen.

## Organisation
In Übereinstimmung mit dem Bildungsgesetzbuch, das die rechtliche Organisation der öffentlichen Universitäten in Frankreich festlegt, besteht die UPEC aus mehreren Studiengänge. Zum einen gibt es die Ausbildungs- und Forschungseinheiten (UFR) und zum anderen die „Institute und Schulen“.
Die Einrichtung besteht derzeit aus acht Ausbildungs- und Forschungseinheiten (UFR), fünf Instituten und drei Schulen.
| Fakultät                             | Dekan                            | Campus             |
| ------------------------------------ | -------------------------------- | ------------------ |
| Rechtswissenschaft                   | Alain Desrayaud (2017– )         | André Boulle       |
| Literatur- und Geisteswissenschaften | Anne-Lise Humain-Lamour (2015– ) | Créteil-Centre (i) |
| Medizin                              | Pierre Wolkenstein (2018– )      | Henri Mondor       |
| Volks- und Betriebswirtschaftslehre  | Emmanuel Polonowski (2017– )     | Mèches             |
| Verwaltungswissenschaften            | Jean-David Avenel (1995– )       | Créteil-Centre (t) |
| Pädagogik                            | Dominique Argoud (2018– )        | Magellan           |
| Naturwissenschaften und Technik      | Jacques Moscovici (2013– )       | Créteil-Centre (t) |

Im Studienjahr 2013/2014 hatte sie 38.000 Studenten.

## Mit der Universität verbundene Persönlichkeiten
- Albert Rigaudière, Mitglied der Académie des inscriptions et belles-lettres
- Jean-Claude Waquet, Präsident der École pratique des hautes études seit 2006
- Laurent Gamet, Rechtsanwalt in Paris und Präsident der Sektion Sozialrecht der Société de législation comparée.
- Anne Levade, Rechtsanwältin
- Corinne Lepage, Ministerin für Umwelt von 1995 bis 1997